# 장동량
장동량(중국어 간체자: 张栋梁, 정체자: 張棟樑, 병음: Zhāng Dòng Liáng, 영어: Nicholas Teo, 1981년 11월 29일 ~ )은 중국계 말레이시아인 가수이다.

## 데뷔
2002년 말레이시아의 ASTRO 노래경연대회에서 입상하여 2003년 가수로 데뷔하게 되었다. 그 후 말레이시아, 싱가포르, 중국에도 차례대로 앨범을 내게 되었으며 마지막으로 2005년 대만에서 1집을 내어 많은 신인상을 받으며 떠올랐다.

## 디스코그라피

### 음반
- 2003년 9월 張棟樑EP (말레이시아)
- 2004년 6월 首選張棟樑 (말레이시아)
- 2004년11월 首選張棟樑 (싱가포르)
- 2005년 3월 首選張棟樑 (중국)
- 2005년 8월 張棟樑首張同名專輯 (대만)
- 2006년 2월 主打張棟樑 (아시아동시발행)
- 2007年 6月 王子
- 2008年 3月 FROM NOW ON 신곡+베스트
- 2009年 6月 沉默的瞬間 (아시아동시발행)
- 2011年 11月 別再驚動愛情
- 2015年 08月 長假
- 2015年 11月 怎樣的張棟樑
- 2016年 11月 十年有成精選 (베스트앨범)
- 2018年 02月 口袋的五度世界 演唱會Live數位專輯
- 2018年 03月 最好的快要發生 EP

### DVD
- 2004년 9월 首選張棟樑 가라오케 VCD (말레이시아)
- 2005년 3월 首選張棟樑 가라오케 VCD & DVD (중국한정)
- 2008년 7월 장동량 FROM NOW ON 말레이시아 만인 콘서트 LIVE DVD

### 도서
- 2015 08. 長假

### 드라마OST
- 2006年7月 드라마 미소파스타 OST 참여
- 2008年9月 드라마 무적산보매 OST 참여

## 광고
- 2004년 Red Box가라오케 KTV (말레이시아)
- 2004년 Alcatel(TM)735번째 광고인 (말레이시아)
- 2004년 말레이시아 「친선대사」
- 2003-2012년 무적 전자사전
- 2005년 SONY HANDYCAM DCR-PC55E
- 2006년 Chamoion Gold (대만)
- 2006년 美國棉 협회 광고인 (대만)
- 2006년 말레이시아 사라왁 「관광대사」
- 2006-2011년 음료수「正」(말레이시아)
- 2006-2010년 Phillip Morgan 안경 (말레이시아)
- 2007년 H BOY의류(대만)
- 2008년 LG Mobile Phone KF510 (말레이시아)
- 2008년 REDBOX ＆ GREEN BOX KTV /「장동량의 사랑의 자선활동」공익광고 (말레이시아)~ 2010
- 2009-2011년 ALBA WATCH 시계 (말레이시아, 대만, 싱가폴, 브루나이)
- 2011-2012년 ALBA WATCH 시계 (말레이시아, 싱가폴, 브루나이)
- 2012-2013년 KCC Property Development
- 2014-2015 KB7 Collagen Drinks 음료

## 출연작
- 2005년 말레이사아 예술영화＜第三代＞
- 2006년 대만드라마 <微笑Pasta> 何群 역
- 2008년 대만드라마 <無適珊寶妹> 孫無敵역
- 2010년 대만드라마 <女王不下班> 高孝介역
- 2013년 뮤직드라마 <K歌情人夢> 谷皓宇역
- 2015년 대만드라마 <愛情有沒友> 萬弘志 역